# Китопарнокопитні
Китопарнокопи́тні (Cetartiodactyla) — клада ссавців, що відповідно до кладистичної класифікації класифікується як ряд, інколи надряд, і до якого належать представники двох традиційних рядів: 
- Китоподібні (Cetacea) — кити, дельфіни
- Парнопалі (Artiodactyla) — свині, верблюди, бегемоти, жуйні.

Водні китоподібні еволюціонували від наземних парнопалих у ранньому еоцені ≈ 55.8 Ma (бегемоти є найближчими живими родичами китів). Тому деякі сучасні систематики об'єднують таксони Cetacea і Artiodactyla під назвою Cetartiodactyla. Однак, частіше використовують інший підхід — включити як парнопалих наземних, так і китоподібних до переглянутого таксона парнопалих (Artiodactyla). Групи наземних і водних парнопалих разом утворюють монофілетичний таксон. Китоподібні глибоко вкорінені всередині наземних парнопалих.
Ряд Artiodactyla поділяється на такі підряди: 
- Tylopoda, у складі одна сучасна родина — верблюдові
- Suina, у складі дві сучасні родини — свиневі й таясові
- Ruminantia, у складі сучасні родини — оленцеві, вилорогові, жирафові, оленеві, бикові, кабаргові
- Whippomorpha, у складі сучасні родини — бегемотові, китові, смугачеві, цетотерієві, дельфінові, нарвалові, фоценові, когієві, кашалотові, дзьоборилові, платаністові, інієві, понтопорієві, байджієві

Родинні стосунки з іншими групами ссавців див. тут:
- Лавразіотерії